# Diagramă de fază

Diagrama de fază a apei indicând condițiile în care cele trei faze (solid, lichid și gaz) pot exista.

Diagrama de fază este un tip de diagramă folosită în chimie fizică, inginerie, mineralogie și știința materialelor pentru a arăta condițiile (presiunea, temperatura, volumul etc.) la care diferite faze termodinamice există sau coexistă la echilibru termodinamic.
Diagramele de fază pot fi reprezentate geometric prin diverse figuri geometrice: triunghi echilateral, tetraedru etc.
Descrierea proprietăților sistemelor termodinamice din diagramele de faze poate include ecuații cu derivate parțiale.